# Академическая гребля на летних Олимпийских играх 2020 — двойки парные (мужчины)
Соревнования по академической гребле среди двоек парных у мужчин на летних Олимпийских играх 2020 года прошли с 23 по 28 июля 2021 года на гребном канале Си Форест на юге Токио в районе Кото. В соревнованиях приняли участие 26 спортсменов из 13 стран. Действующими олимпийскими чемпионами в данной дисциплине являлись хорватские гребцы братья Мартин и Валент Синковичи, которые вновь сменили дисциплину, выступив в Токио в соревнованиях двоек распашных.
Олимпийское золото 2020 года выиграли французские гребцы финалисты Игр 2016 года Юго Бушерон и Маттьё Андродиас. Предыдущий раз гребцы из Франции выигрывали эту дисциплину в 2004 году, когда золото завоевали Себастьен Вьелльдан и Адриан Арди. Серебряные награды выиграли представители Нидерландов Мелвин Твеллар и Стеф Брунинк, а обладателями бронзовых медалей стали гребцы из Китая Лю Чжиюй и Чжан Лян

## Призёры
| Золото                                   | Серебро                                    | Бронза                      |
| Франция · Юго Бушерон · Маттьё Андродиас | Нидерланды · Мелвин Твеллар · Стеф Брунинк | Китай · Лю Чжиюй · Чжан Лян |

## Рекорды
До начала летних Олимпийских игр 2020 мировой и олимпийский рекорды были следующими:
| Мировой рекорд     | Валент Синкович, Мартин Синкович (CRO) | 5:59,72 | Амстердам | 29 августа 2014 |
| Олимпийский рекорд | Натан Коэн, Джозеф Салливан (NZL)      | 6:11,30 | Лондон    | 28 июля 2012    |

По итогам соревнований трижды был обновлён олимпийский рекорд. Уже в первом заезде французы Юго Бушерон и Маттьё Андродиас завершили дистанцию за 6:10,45. В третьем отборочном заезде этот результат превзошли нидерландские гребцы Мелвин Твеллар и Стеф Брунинк (6:08,38). В финальном заезде обладателями лучшего олимпийского результата вновь стали Бушерон и Андродиас, которые смогли превзойти рекордное время голландцев более чем на 8 секунд, при этом гребцы из Нидерландов уступили им всего 0,2 с. Всего по итогам финального заезда сразу 4 сборные завершили дистанцию быстрее 6:08,38, а все 6 финалистов показали время лучше, чем результат новозеландцев Натана Коэна и Джозефа Салливана, которое было рекордным до начала Игр в Токио.

## Расписание
Время местное (UTC+9)
| Дата    | Время | Раунд                  |
| ------- | ----- | ---------------------- |
| 23 июля | 10:30 | Предварительные заезды |
| 24 июля | 09:10 | Отборочный заезд       |
| 25 июля | 12:40 | Полуфиналы             |
| 28 июля | 08:20 | Финал B                |
| 28 июля | 09:30 | Финал A                |

Источник: 

## Квалификация
Квалификация на Олимпийские игры осуществлялась по результатам международных соревнований. Основным этапом отбора стал чемпионат мира 2019 года, по итогам которого стали известны обладатели сразу одиннадцати лицензий. Оставшиеся две квоты были распределены по результатам финальной квалификационной регаты в Люцерне.

## Результаты

### Предварительный этап
Первые три сборные из каждого заезда напрямую проходили в четвертьфинал соревнований. Все остальные гребцы попадали в отборочный заезд, где были разыграны ещё три путёвки в следующий раунд.

#### Заезд 1
| Место    | Спортсмены                      | Страна   | Время      | Отставание | Примечания |
| -------- | ------------------------------- | -------- | ---------- | ---------- | ---------- |
| 1        | Юго Бушерон Маттьё Андродиас    | Франция  | 6:10,45 OB | +0,00      | SF         |
| 2        | Лю Чжиюй Чжан Лян               | Китай    | 6:11,55    | +1,10      | SF         |
| 3        | Илья Кондратьев Андрей Потапкин | ОКР      | 6:16,09    | +5,64      | SF         |
| 4        | Штефан Крюгер Марк Вебер        | Германия | 6:35,11    | +24,66     | R          |
| 5        | Якуб Подразил Ян Цинцибух       | Чехия    | 6:41,75    | +31,30     | R          |
| Протокол |                                 |          |            |            |            |

#### Заезд 2
| Место    | Спортсмены                        | Страна         | Время   | Отставание | Примечания |
| -------- | --------------------------------- | -------------- | ------- | ---------- | ---------- |
| 1        | Мирослав Зентарский Матеуш Бискуп | Польша         | 6:11,22 | +0,00      | SF         |
| 2        | Барнабе Делярз Роман Рёосли       | Швейцария      | 6:11,24 | +0,02      | SF         |
| 3        | Джек Лопас Крис Харрис            | Новая Зеландия | 6:12,05 | +0,83      | SF         |
| 4        | Ронан Бирн Филип Дойл             | Ирландия       | 6:14,40 | +3,18      | R          |
| Протокол |                                   |                |         |            |            |

#### Заезд 3
| Место    | Спортсмены                       | Страна         | Время      | Отставание | Примечания |
| -------- | -------------------------------- | -------------- | ---------- | ---------- | ---------- |
| 1        | Мелвин Твеллар Стеф Брунинк      | Нидерланды     | 6:26,64 OB | +0,00      | SF         |
| 2        | Грэм Томас Джон Коллинз          | Великобритания | 6:27,36    | +4,42      | SF         |
| 3        | Йоан Прундяну Марьян Энаке       | Румыния        | 6:29,90    | +3,26      | SF         |
| 4        | Саулюс Риттер Ауримас Адомавичюс | Литва          | 6:32,86    | +6,22      | R          |
| Протокол |                                  |                |            |            |            |

### Отборочный этап
Первые три экипажа проходили в полуфинал соревнований. Гребцы пришедшие к финишу последними вылетали из соревнований и занимали итоговое 13-е место.
| Место    | Спортсмены                       | Страна   | Время   | Отставание | Примечания |
| -------- | -------------------------------- | -------- | ------- | ---------- | ---------- |
| 1        | Штефан Крюгер Марк Вебер         | Германия | 6:19,60 | +0,00      | SF         |
| 2        | Саулюс Риттер Ауримас Адомавичюс | Литва    | 6:20,56 | +0,72      | SF         |
| 3        | Ронан Бирн Филип Дойл            | Ирландия | 6:20,62 | +1,02      | SF         |
| 4        | Якуб Подразил Ян Цинцибух        | Чехия    | 6:21,52 | +1,92      |            |
| Протокол |                                  |          |         |            |            |

### Полуфинал
Первые три экипажа из каждого заезда проходят в финал A, а остальные в финал B.

##### Заезд 1
| Место    | Спортсмены                        | Страна         | Время   | Отставание | Примечания |
| -------- | --------------------------------- | -------------- | ------- | ---------- | ---------- |
| 1        | Юго Бушерон Маттьё Андродиас      | Франция        | 6:20,45 | +0,00      | FA         |
| 2        | Грэм Томас Джон Коллинз           | Великобритания | 6:22,95 | +2,50      | FA         |
| 3        | Мирослав Зентарский Матеуш Бискуп | Польша         | 6:24,50 | +4,05      | FA         |
| 4        | Джек Лопас Крис Харрис            | Новая Зеландия | 6:26,08 | +5,63      | FB         |
| 5        | Штефан Крюгер Марк Вебер          | Германия       | 6:38,41 | +17,96     | FB         |
| 6        | Ронан Бирн Филип Дойл             | Ирландия       | 6:49,06 | +28,61     | FB         |
| Протокол |                                   |                |         |            |            |

##### Заезд 2
| Место    | Спортсмены                       | Страна     | Время   | Отставание | Примечания |
| -------- | -------------------------------- | ---------- | ------- | ---------- | ---------- |
| 1        | Мелвин Твеллар Стеф Брунинк      | Нидерланды | 6:20,17 | +0,00      | FA         |
| 2        | Лю Чжиюй Чжан Лян                | Китай      | 6:23,11 | +2,94      | FA         |
| 3        | Барнабе Делярз Роман Рёосли      | Швейцария  | 6:25,89 | +5,72      | FA         |
| 4        | Илья Кондратьев Андрей Потапкин  | ОКР        | 6:26,58 | +6,41      | FB         |
| 5        | Йоан Прундяну Марьян Энаке       | Румыния    | 6:29,55 | +9,38      | FB         |
| 6        | Саулюс Риттер Ауримас Адомавичюс | Литва      | 6:34,04 | +13,87     | FB         |
| Протокол |                                  |            |         |            |            |

### Финал

#### Финал B
| Место    | Спортсмен                        | Страна         | Время   | Отставание | Итоговое место |
| -------- | -------------------------------- | -------------- | ------- | ---------- | -------------- |
| 1        | Илья Кондратьев Андрей Потапкин  | ОКР            | 6:13,73 | +0,00      | 7              |
| 2        | Джек Лопас Крис Харрис           | Новая Зеландия | 6:15,51 | +1,78      | 8              |
| 3        | Йоан Прундяну Марьян Энаке       | Румыния        | 6:16,86 | +3,13      | 9              |
| 4        | Ронан Бирн Филип Дойл            | Ирландия       | 6:16,89 | +3,16      | 10             |
| 5        | Штефан Крюгер Марк Вебер         | Германия       | 6:18,13 | +4,40      | 11             |
| 6        | Саулюс Риттер Ауримас Адомавичюс | Литва          | 6:20,87 | +7,14      | 12             |
| Протокол |                                  |                |         |            |                |

#### Финал A
| Место    | Спортсмены                        | Страна         | Время      | Отставание |
| -------- | --------------------------------- | -------------- | ---------- | ---------- |
| 1        | Юго Бушерон Маттьё Андродиас      | Франция        | 6:00,33 OB | +0,00      |
| 2        | Мелвин Твеллар Стеф Брунинк       | Нидерланды     | 6:00,53    | +0,20      |
| 3        | Лю Чжиюй Чжан Лян                 | Китай          | 6:03,63    | +3,30      |
| 4        | Грэм Томас Джон Коллинз           | Великобритания | 6:06,48    | +6,15      |
| 5        | Барнабе Делярз Роман Рёосли       | Швейцария      | 6:09,05    | +8,72      |
| 6        | Мирослав Зентарский Матеуш Бискуп | Польша         | 6:09,17    | +8,84      |
| Протокол |                                   |                |            |            |